# Guy Nosbaum
Guy Nosbaum est un rameur français né le 10 mai 1930 à Corbeil (Seine-et-Oise) et mort le 12 août 1996 à Bagnolet (Seine-Saint-Denis).

## Biographie
Guy Nosbaum a été éliminé en demi-finales de l'épreuve de quatre avec barreur aux Jeux olympiques d'été de 1952 à Helsinki. Il a participé à la même épreuve aux Jeux olympiques d'été de 1960 à Rome et remporté la médaille d'argent.
Il est champion d'Europe en deux avec barreur aux  Championnats d'Europe d'aviron 1953.